# William Nygaard (den yngre)
 For alternative betydninger, se William Nygaard. (Se også artikler, som begynder med William Nygaard)
William Nygaard (født 16. marts 1943 i Oslo) er forlagschef og administrerende direktør i forlaget Aschehoug. Han er sønnesøn af forlægger og politiker William Nygaard (1865–1952).
Nygaard har været en fremtrædende debattør og forsvarer af ytringsfrihed og bestyrelsesmedlem af den norske division af International PEN.

## Attentatet mod William Nygaard
Den 11. oktober 1993 blev Nygaard skudt og såret udenfor sin bolig. Politiet har aldrig kunne finde gerningsmanden, men det regnes som sikkert at baggrunden for attentatet var Aschehougs udgivelse af Salman Rushdies kontroversielle roman De sataniske vers, som udløste en islamistisk fatwa mod forfatteren og bogens oversættere og forlæggere. Nygaard overlevede drabsforsøget og arbejder fortsat som chef i Aschehoug.